# John Dahlbäck
 (juin 2015).
John Dahlbäck  est un DJ et compositeur suédois de musique électronique. Il est surtout connu grâce à son titre club Blink sorti en 2007.

## Biographie
John Dahlbäck est né en 1985 dans un petit village près de Stockholm. Ayant grandi dans une famille 
de musiciens, il n'était donc pas étonnant qu'il se tourne vers ce domaine.
Il enregistra sa première démo à l'âge de 15 ans qui n'eut aucune suite. Mais sa seconde démo eut 
plus de succès. Elle sortit sur le label Route33 et son premier 12 sortit sur Deep4Life ce qui le 
lança dans la cour des grands. Après Music So Sweet, ses productions continuèrent de sortir 
sous son propre label fondé avec son cousin Jesper Dahlbäck. Connus sous le nom de "Hugg & Pepp", les cousins 
ont créé un duo mondialement connu. Grâce à ce label et à ses sorties, John Dahlbäck
commença à se faire connaître dans le milieu de la production de musique. En créant le label Pickadoll, John Dahlbäck eu finalement sa propre griffe avec des artistes comme Özgur Can, Sébastien Léger, Dada Life, Zoo Brazil, Robbie Rivera, ou encore Laidback Luke.
Le 10 mai 2010, John Dahlbäck a sorti un album intitulé Mutants comprenant 16 titres et un mix de 68 minutes.